# 陈椿庭
陈椿庭（1915年—2016年9月26日），男，江苏武进人，中国水力学家，曾任水利水电科学研究院研究员、博士生导师。